# Tübingen (stad)
Tübingen is een plaats in de Duitse deelstaat Baden-Württemberg, gelegen aan de Neckar. Het is de Kreisstadt van de Landkreis Tübingen. De stad telt 91.077 inwoners, van wie er zo'n 15.000 student zijn.

## Geografie
Tübingen heeft een oppervlakte van 108,12 km² en ligt in het zuidwesten van Duitsland, exact in het midden van de deelstaat Baden-Württemberg. De stad ligt in een bosrijke omgeving aan de Neckar waar een dal zich opent tussen twee heuvelruggen. Boven de stad torent het oude grafelijke kasteel uit. Tübingen is met de trein vanuit Stuttgart bereikbaar.

## Stadsdelen
- Aeule
- Au/Unterer Wert
- Bebenhausen
- Bühl
- Denzenberg
- Derendingen Zentrum
- Feuerhägle
- Französisches Viertel
- Gartenstadt
- Hagelloch (met Ebenhalde en Rosenau)
- Herrlesberg/Stäudach
- Hirschau
- Kilchberg
- Lustnau Zentrum
- Neuhalde
- Österberg
- Pfrondorf
- Sand (Eberhard-Wildermuth-Siedlung)
- Schönblick/Winkelwiese
- Studentendorf WHO
- Südstadt (met Loretto-Areal)
- Tübingen Zentrum
- Universität
- Unterjesingen (met Roseck en Untere Mühle)
- Waldhäuser Ost
- Wanne
- Weilheim (met Eck en Kreßbach)
- Weststadt

## Geschiedenis
Tübingen wordt voor het eerst in 1078 vermeld en kreeg stadsrechten in 1231. Ze behoorde aan de paltsgraven van Tübingen en kwam in 1342 aan de graven van Württemberg. De ontwikkeling en verdere geschiedenis heeft nauw samengehangen met de universiteit. Tübingen is dan ook bekend door de vele geleerden van naam en faam die aan de Eberhard-Karls-Universiteit (opgericht in 1477) studeerden en doceerden, onder hen de reformator Philipp Melanchton, de botanicus Leonhart Fuchs, schrijver van kruidenboeken, de astronoom Johannes Kepler, de filosoof Ernst Bloch en de socioloog Ralf Dahrendorf. Tot de bekendste professoren van de katholieke theologische faculteit (1817) behoren de theologen Joseph Ratzinger, die in 2005 tot paus verkozen werd, Walter Kaspar en Hans Küng, wie er in 1980 zijn leerbevoegdheid als professor in de katholieke theologie werd ontnomen. Een bekende instelling is verder het Evangelisches Stift, sinds eeuwen de centrale protestantse theologische opleiding in Baden-Württemberg. Beroemde Duitsers als de dichters Friedrich Hölderlin, Eduard Mörike en Wilhelm Hauff, de filosofen Georg Hegel en Friedrich von Schelling en de theoloog Johann Valentin Andreae studeerden er. Beroemde lutherse theologen als Ferdinand Christian Baur en Jürgen Moltmann en de rhetoricus Walter Jens waren als professor aan de universiteit verbonden. De collectie van de universiteitsbibliotheek omvat o.m. meer dan 1600 incunabelen en circa 5500 manuscripten. Er zijn diverse musea, waaronder het klooster Bebenhausen en het Theodor-Haering-Haus (o.m. documenten betreffende de geschiedenis van de universiteit).
Bij het Verdrag van Tübingen (1514) werd het landrecht van Württemberg gecodificeerd. Tijdens de Tweede Wereldoorlog bleef Tübingen grotendeels gespaard voor bombardementen, zodat deze stad een vrijwel onbeschadigde historische binnenstad heeft.

## Bezienswaardigheden

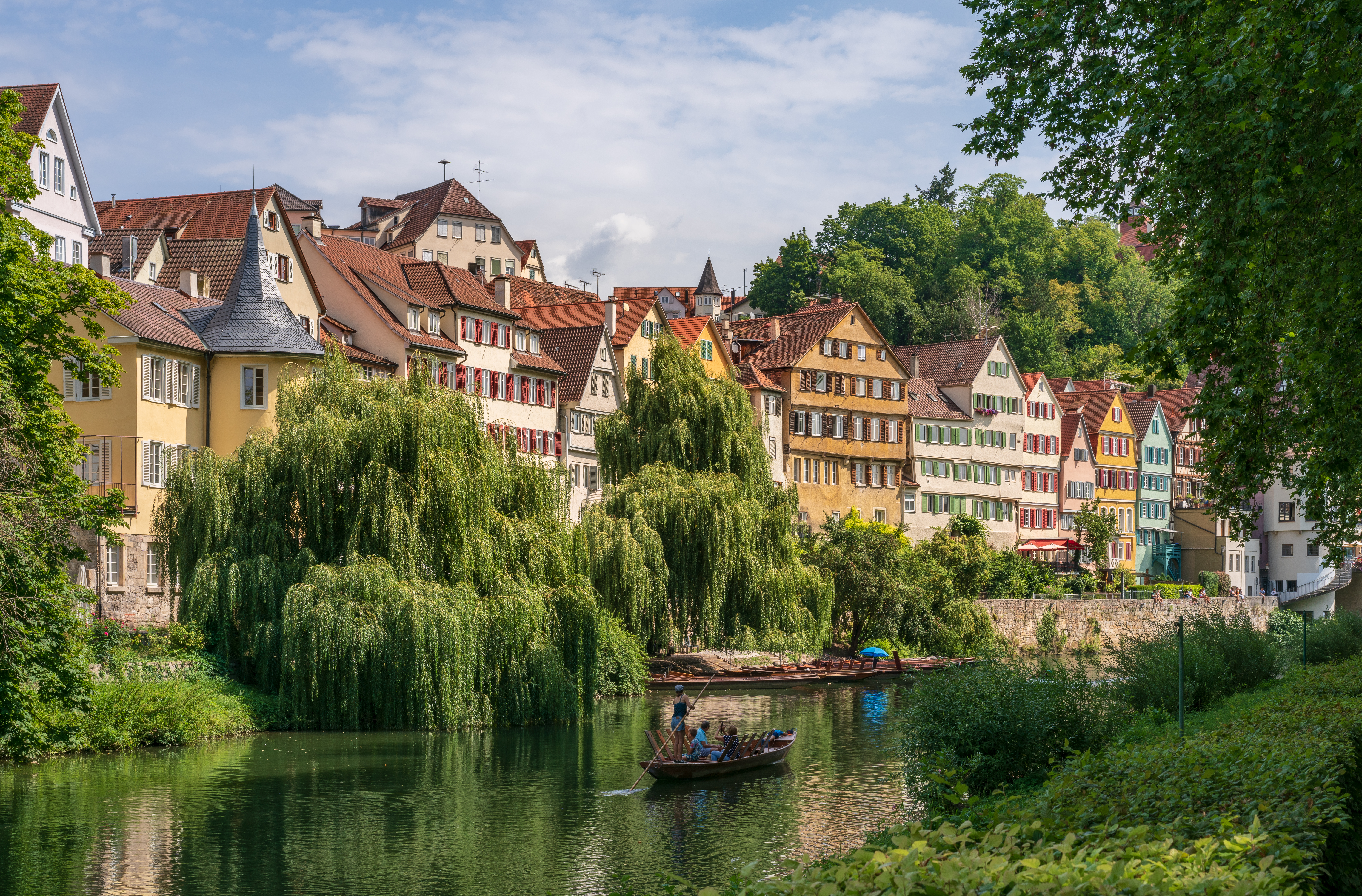
Neckarfront-panorama

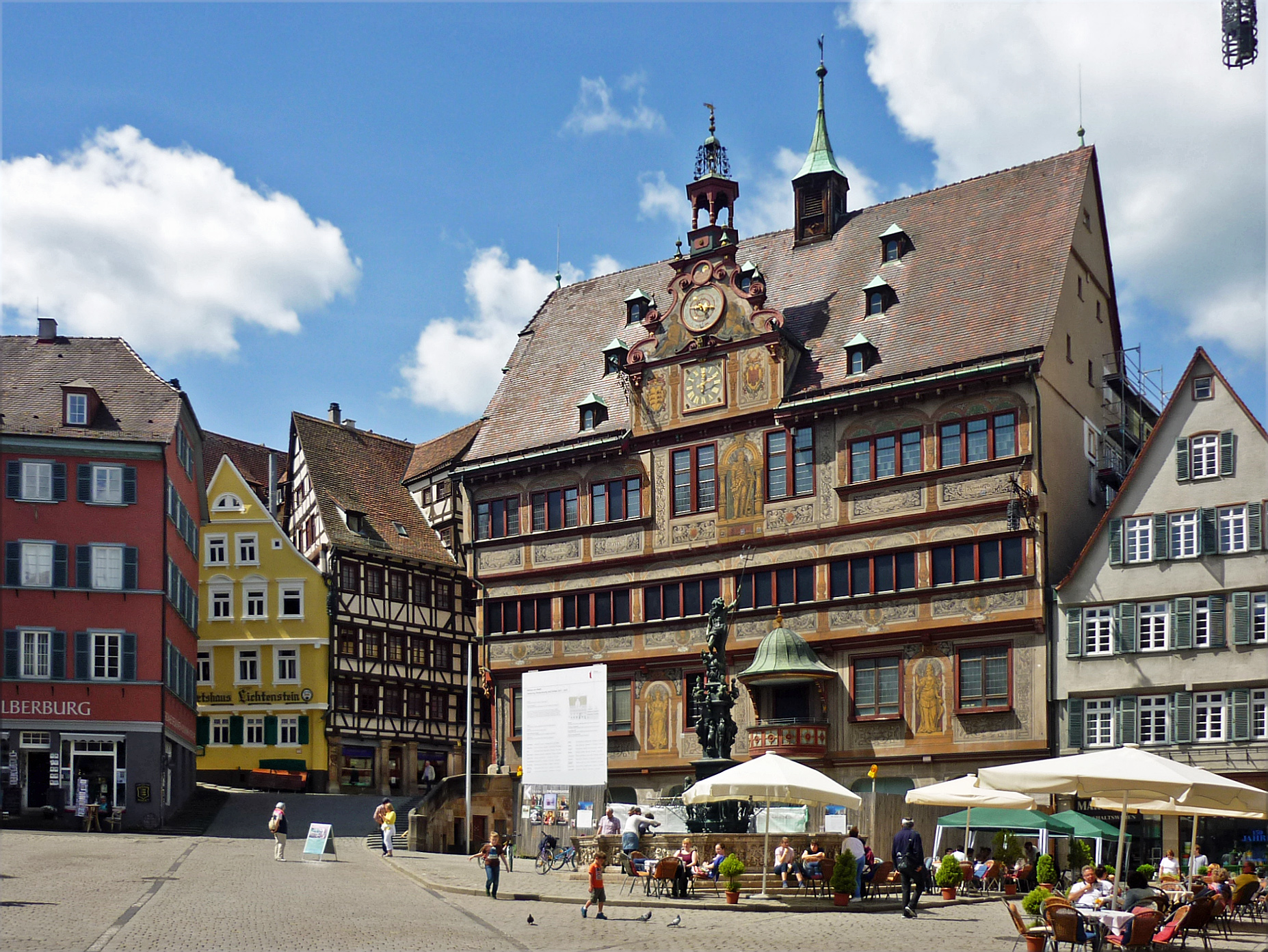
Marktplatz met stadhuis

- Eberhardsbrug met prachtig Neckarfront-panorama
- Hölderlintoren, een restant van de vroegere stadsomwalling waar de geesteszieke dichter Hölderlin van 1806 tot 1843 werd verpleegd (museum)
- Kasteel Hohentübingen (vnl. 16de en 17de eeuw), met o.m. imposante renaissanceportalen
- Marktplatz met stadhuis (1435), verbouwd 16de eeuw en 1689, met beschilderde façade (1876) en astronomisch uurwerk (1511)
- Fruchtschranne, huis in vakwerkbouw uit de 15e eeuw
- Bebenhausener Pfleghof
- Kunsthalle Tübingen
- Evangelisches Stift, voormalig klooster van augustijner koorheren, sinds 1536 studiehuis van de protestantse kerk van Württemberg
- Wilhelmstift, voormalig franciscanerklooster uit 1272, nu bisschoppelijk convict
- Alte Aula (1547; façade uit 1777)
- Laat-gotische kapittelkerk St. Georg (1470–1529) met in het interieur o.m. een flamboyant-gotisch doksaal en 14 graftomben van de graven en hertogen van Württemberg

Ten noordwesten van Tübingen ligt het dorp Bebenhausen met een oorspronkelijk cisterciënzerklooster, later uitgebreid tot jachtslot van koning Willem II van Württemberg, nu in bezit van de protestantse kerk van Württemberg (o.a. Museum).

## Partnersteden
- Aix-en-Provence – Frankrijk, sinds 20 oktober 1960
- Ann Arbor – Michigan, Verenigde Staten, sinds 17 november 1965
- Durham – Engeland, Verenigd Koninkrijk, sinds 6 juli 1969
- Aigle – Vaud, Zwitserland, sinds 12 oktober 1973
- Perugia – Umbrië, Italië, sinds 21 juni 1984
- Petrozavodsk – Karelië, Rusland, sinds oktober 1989
- Villa El Salvador – Lima, Peru, sinds 24 september 2006

## Geboren
- Johann Friedrich Gmelin (1748-1804), natuurwetenschapper
- Ute-Henriette Ohoven (1946), fondsenwerver en UNESCO-ambassadeur

## Overleden
- Ottilie Wildermuth (1817-1877), kinderboekenschrijfster